# Nick Catanese
Nick Catanese, ps. „The Evil Twin” (ur. 1971) – amerykański gitarzysta. Były członek zespołu Black Label Society, którego frontmanem i założycielem jest Zakk Wylde. Catanese do grupy dołączył tuż po jej utworzeniu, wraz z zarekomendowanym przez siebie perkusistą Philem Ondichem. Pseudonim został wymyślony przez Zakka Wylde’a, gdyż, jak mówi sam Wylde, Nick jest jego prawą ręką i potrafi zagrać wszystko to, co frontman Black Label Society. Catanese odszedł z zespołu w 2013 roku.
Po pięciu latach grania na gitarach Washburn Catanese podpisał kontrakt z Paul Reed Smith Guitars. Powodem tej zmiany był fakt, iż firma Washburn nie zdecydowała się przedłużyć umowy z Nickiem. Nick używa strun firmy Dean Markley.
W 2007 roku wraz z Mikiem Stone’em z Queensrÿche i Mikiem Froedge’em z Doubledrive założył grupę Speed X. Utworów zespołu można posłuchać na ich MySpace. Debiutancki album ma ukazać się w 2009 roku.